# بخش نوژان-سور-مرن
بخش نوژان-سور-مرن (به فرانسوی: Arrondissement de Nogent-sur-Marne) یک بخش در فرانسه است که در ول-دو-مرن واقع شده‌است.